# Nhái cây bà nà
Nhái cây bà nà (danh pháp: Kurixalus banaensis) là một loài ếch trong họ Rhacophoridae. Chúng là loài đặc hữu của Việt Nam.
Môi trường sống tự nhiên của chúng là các khu rừng ẩm ướt đất thấp nhiệt đới hoặc cận nhiệt đới.